# Колдуел (окръг, Северна Каролина)
Окръг Колдуел (на английски: Caldwell County) е окръг в щата Северна Каролина, Съединени американски щати. Площта му е 1228 km², а населението – 81 449 души (2016). Административен център е град Линор.